# چهارطاقی دانشمند ایرانی

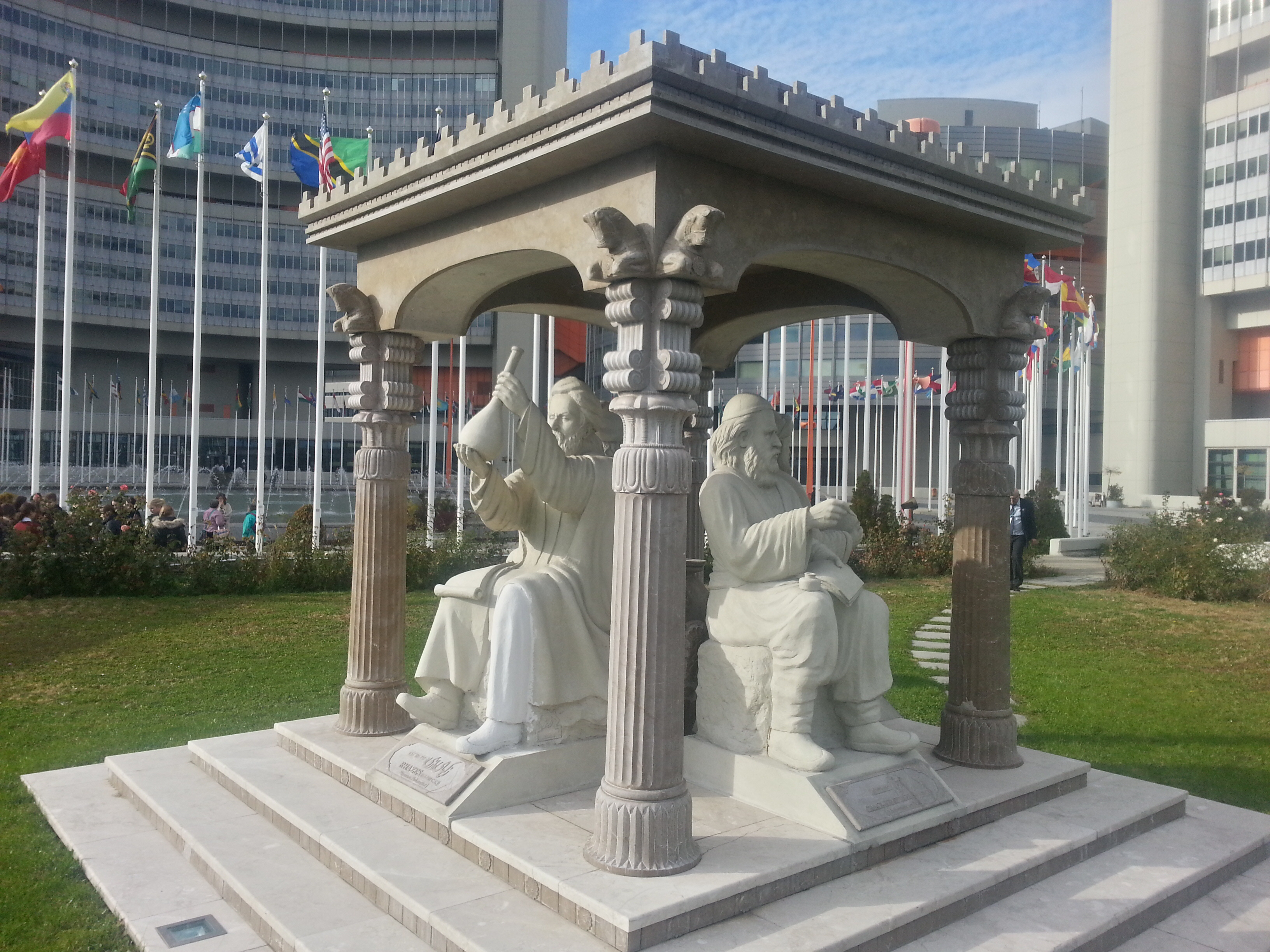
چهارطاقی دانشمندان ایرانی در دفتر سازمان ملل متحد در وین

چهارطاقی دانشمندان ایرانی؛ ساختمانی-مجسمه‌ای، به شکل چهارتاقی که ترکیبی از سبک‌های معماری و تزئینات هخامنشی است که در آن مجسمه‌هایی از چهار فیلسوف ایرانی عمر خیام، ابوریحان بیرونی، محمد زکریا رازی و ابوعلی سینا قرار دارد.
دولت جمهوری اسلامی ایران به ریاست محمود احمدی‌نژاد، در ۵ ژوئن ۲۰۰۹  مصادف با ۱۵خرداد ۱۳۸۸به عنوان نشانی از پیشرفت علمی صلح‌آمیز این ساختمان را به دفتر سازمان ملل متحد در وین هدیه داد؛ که این بنا هم‌اکنون در محوطهٔ آن در سمت راست ورودی اصلی آن قرار داده شده‌است. طراحی این بنا توسط علیرضا ناظم الرعایایی و ساخت آن توسط شرکت مهندسین مشاور معماری، شهرسازی سده انجام گرفته‌است. دفتر سازمان ملل متحد در وین یکی از چهار مقر سازمان ملل متحد است که بعد از دفترهای نیویورک و ژنو در ۱ ژانویه سال ۱۹۸۰ به درخواست دولت اتریش در وین تأسیس شد و کل هزینهٔ ساخت ساختمان‌های آن را دولت اتریش متقبل شد.

## جزئیات مجسمه
تندیس هر یک از این دانشمندان به گونه ای ساخته شده‌است تا ویژگی‌های بارز علمی آنها را نشان دهد و زیر پای هر یک از مجسمه‌ها نام دانشمند و زمان حیات او به دو زبان فارسی و انگلیسی درج شده‌است.
ابوریحان محمد بن احمد بیرونی، که ستاره‌شناس سرشناسی بود، در حالی که یک کره زمین در دست دارد نشان داده شده‌است. غیاث‌الدین ابوالفتح عُمَر بن ابراهیم خَیّام نیشابوری، فیلسوف، منجم، ریاضی دان و شاعر برجسته ایرانی در حالی که کاغذ و قلم بر دست دارد نشان داده شده‌است. ابوبکر محمّد بن زَکَریای رازی، شیمی‌دان شهیر ایرانی و کاشف الکل، در حالی که یک تنگ بر دست و طوماری بر روی پا دارد نشان داده شده‌است. ابوعلی حسین بن عبدالله بن حسن بن علی بن سینا، پزشک و دانشمند ایرانی، در حالی که یک کتاب را در بغل گرفته، نشان داده شده‌است.

## نگارخانه

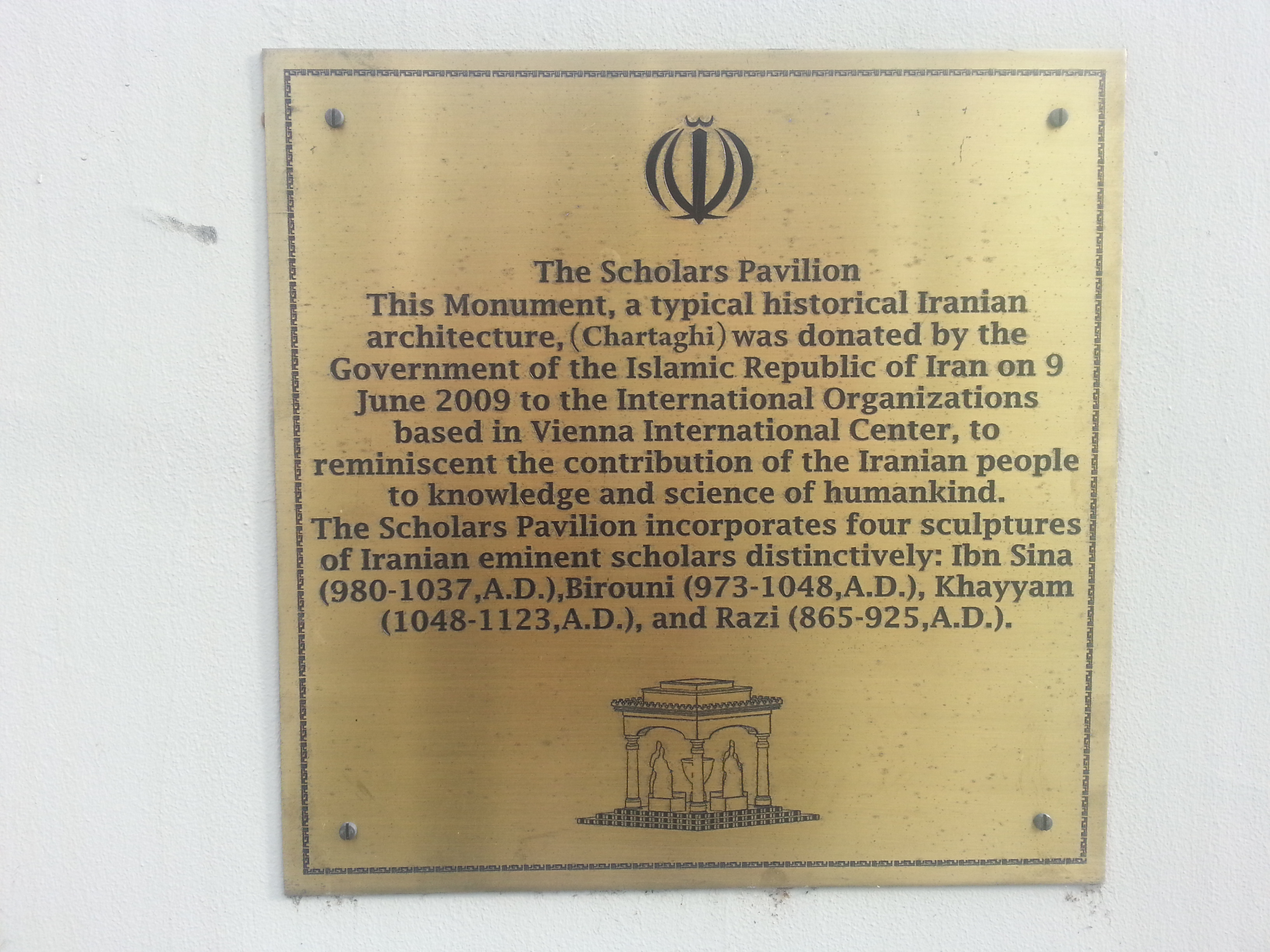
لوح چهارطاقی دانشمندان ایرانی
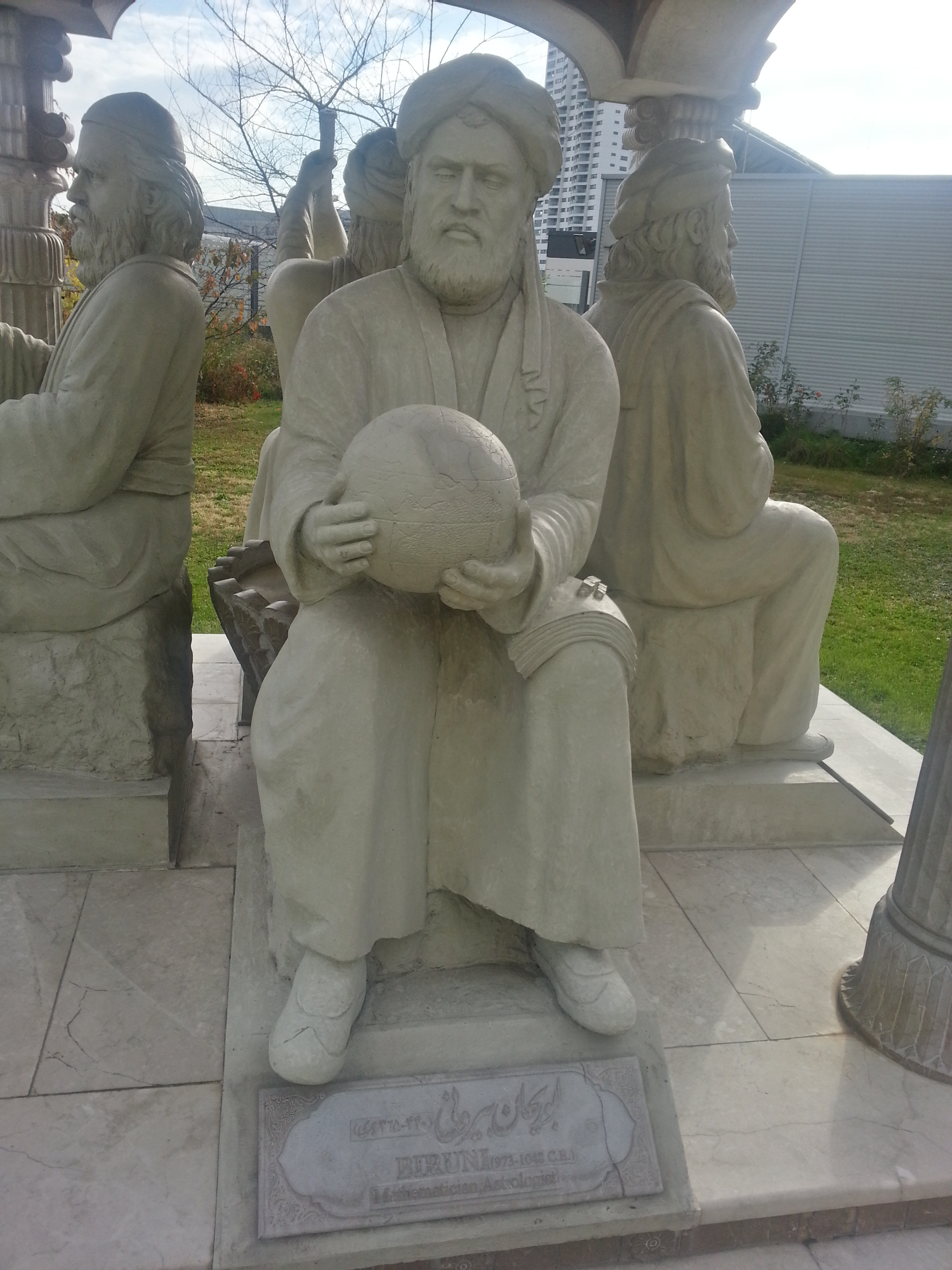
چهارطاقی دانشمندان ایران ابوریحان بیرونی
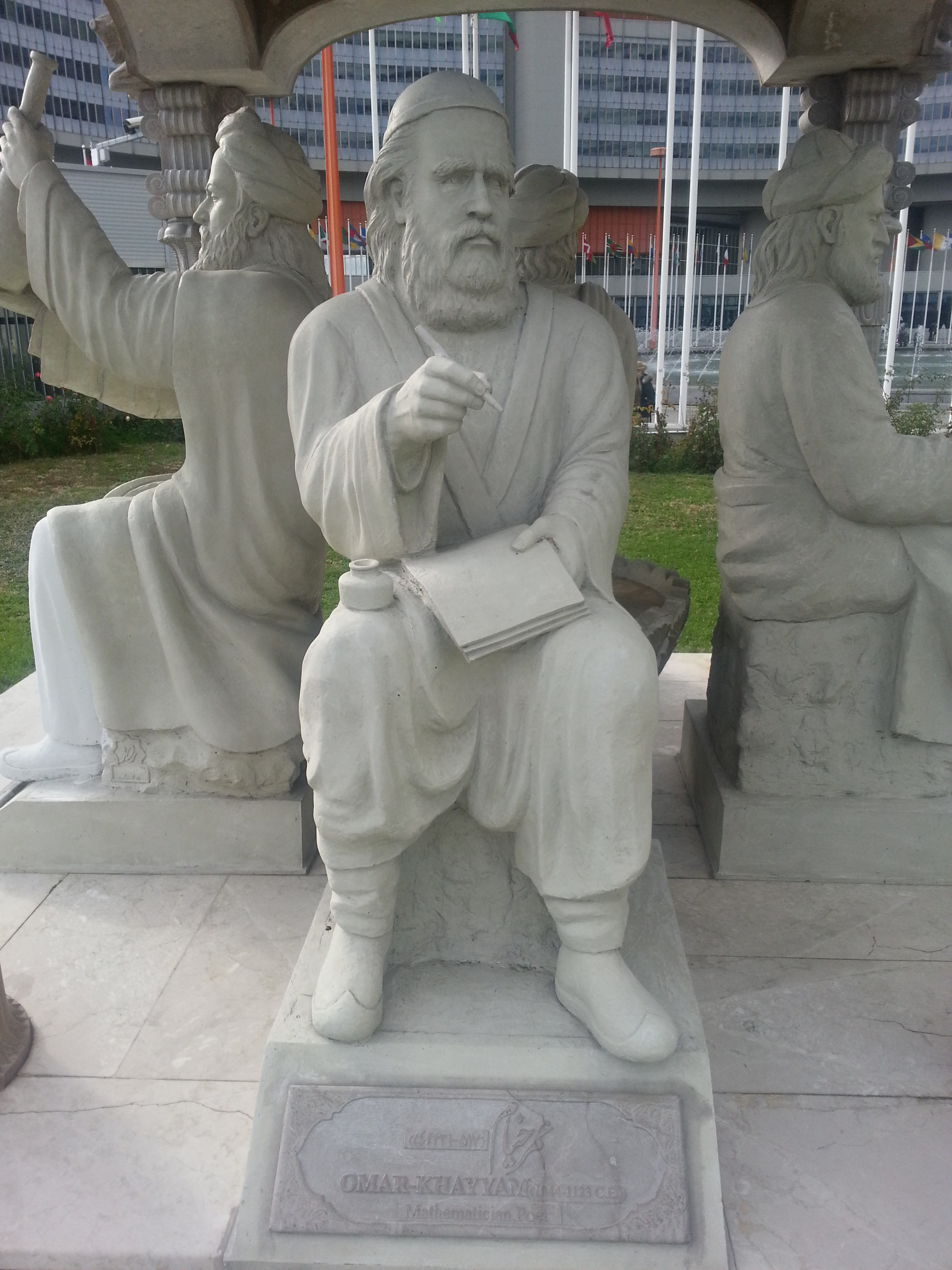
چهارطاقی دانشمندان ایرانی عمر خیام
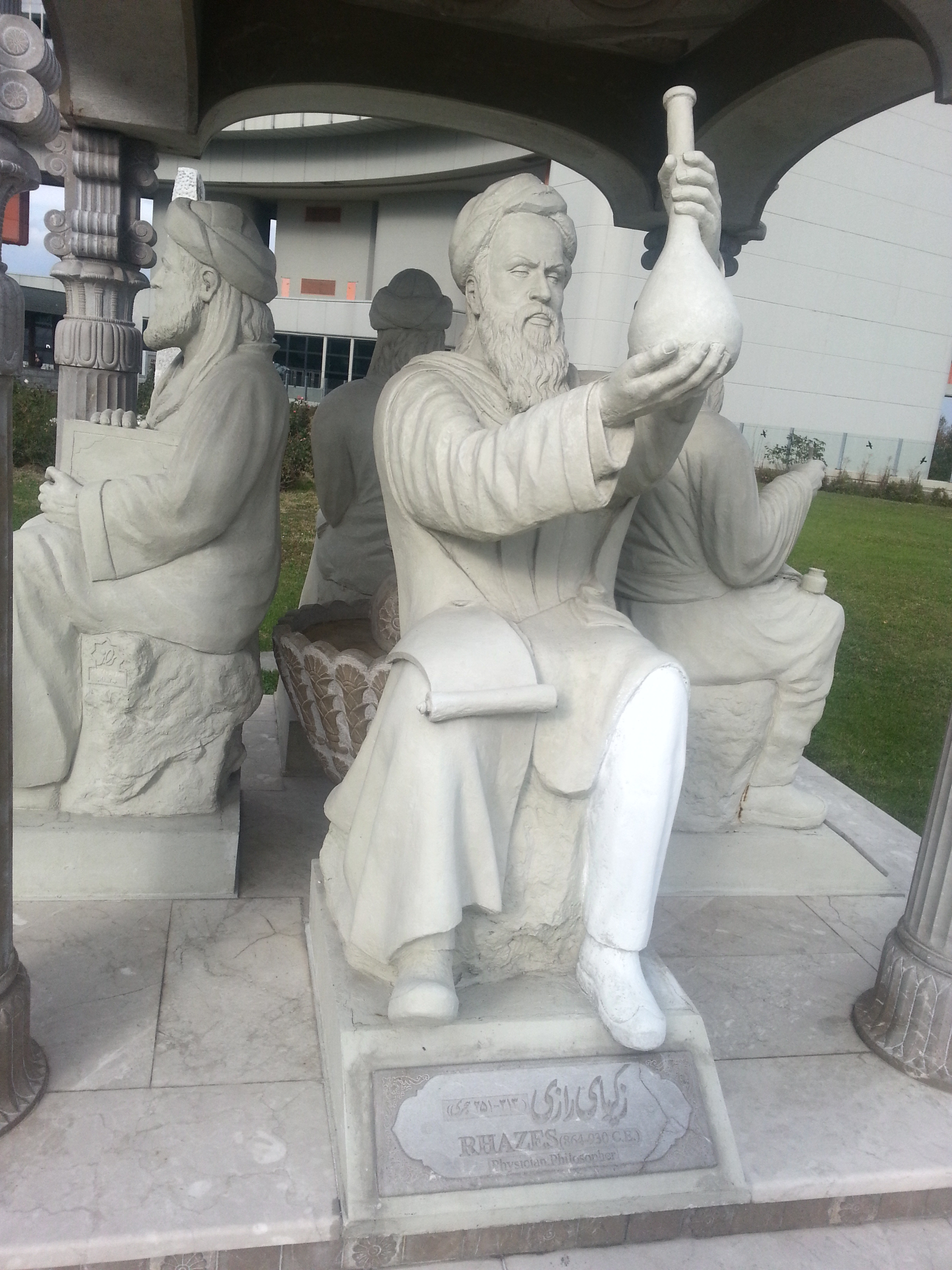
چهارطاقی دانشمندان ایران زکریای رازی
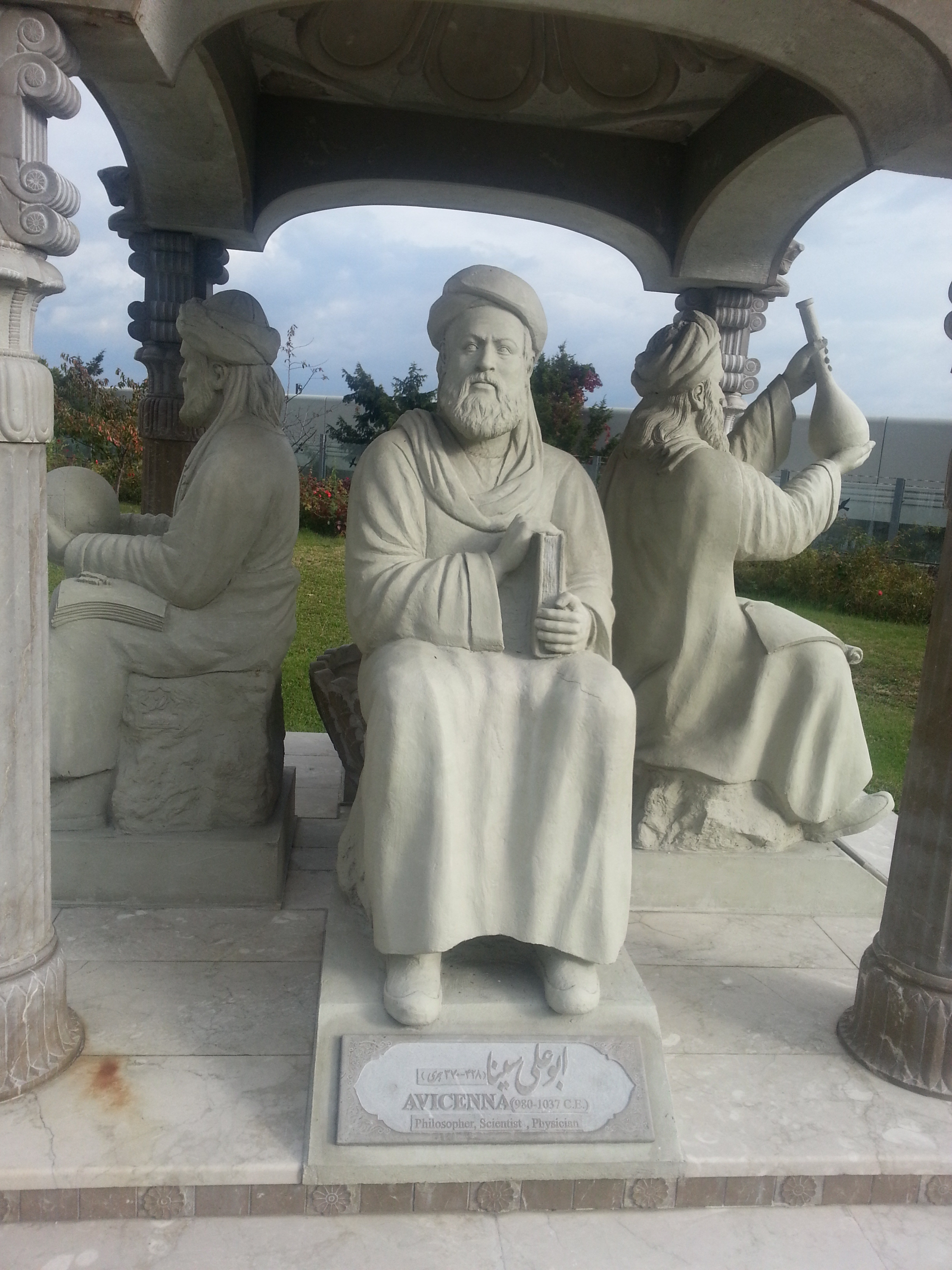
چهارطاقی دانشمندان ایران ابوعلی سینا